# 1961 au cinéma
| Années du cinéma : 1958 - 1959 - 1960 - 1961 - 1962 - 1963 - 1964    |
| Décennies du cinéma : 1930 - 1940 - 1950 - 1960 - 1970 - 1980 - 1990 |

Cet article présente les faits marquants de l'année 1961 au cinéma.

## Événements
- François Truffaut réalise Jules et Jim - sortie en janvier 1962.
- Sortie à Paris de Misfits, de John Huston (avril) et du Diabolique Docteur Mabuse de Fritz Lang (juillet).
- Exposition commémorative du Centenaire de Georges Méliès organisée par la Cinémathèque française au Musée des arts décoratifs de Paris avec la contribution des Amis de Georges Méliès (qui deviendra la Cinémathèque Méliès)

## Principaux films de l'année

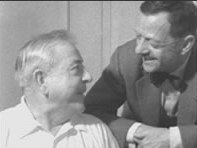
Marcel Duhamel (à droite), avec Jacques Prévert dans le film Mon frère Jacques par Pierre Prévert.

- À cheval sur le tigre (A caballo della tigre) de Luigi Comencini
- Cléo de 5 à 7 d'Agnès Varda - sortie le 29 novembre.
- Don Camillo Monseigneur de Carmine Gallone
- Exodus d'Otto Preminger.
- Jugement à Nuremberg (Judgment at Nuremberg) de Stanley Kramer.
- L'Année dernière à Marienbad d'Alain Resnais - sortie le 25 juin.
- La Nuit (La Notte) de Michelangelo Antonioni.
- L'Arnaqueur, réalisé par Robert Rossen.
- La Fièvre dans le sang (Splendor in the Grass) de Elia Kazan avec Natalie Wood et Warren Beatty
- La Vengeance aux deux visages réalisé par Marlon Brando.
- Le Capitaine Fracasse de Pierre Gaspard-Huit avec Jean Marais
- Le Cave se rebiffe de Gilles Grangier - sortie le 27 septembre.
- Le Cid d'Anthony Mann.
- Le Miracle des loups, film d' André Hunebelle avec Jean Marais et Jean-Louis Barrault
- Les Canons de Navarone (The Guns of Navarone) de Jack Lee Thompson.
- Les Désaxés (The Misfits) de John Huston - sortie le 1er février.
- La Princesses de Clèves de Jean Delannoy avec Jean Marais et Marina Vlady
- Les Sept Mercenaires (The Magnificent Seven) de John Sturges.
- Les Trois Mousquetaires de Bernard Borderie.
- Napoléon II, l'aiglon de Claude Boissol avec Bernard Verley et Jean Marais
- Rocco et ses frères de Luchino Visconti avec Alain Delon - sortie le 10 mars.
- Un Martien à Paris, comédie de Jean-Daniel Daninos avec Darry Cowl, Nicole Mirel et Pierre-Louis.
- Viridiana de Luis Buñuel - sortie le 28 août.
- Vive Henri IV, vive l'amour, film sur le roi Henri IV de France, réalisé par Claude Autant-Lara.

Voir aussi : Catégorie:Film sorti en 1961

## Festivals

### Cannes
- Palme d'or (ex aequo) : Viridiana de Luis Buñuel et Une aussi longue absence de Henri Colpi
- Prix spécial du Jury : Mère Jeanne des anges (Makta Joanna od aniotow) de Jerzy Kawalerowicz
- Prix de la mise en scène : Ioulia Solntseva pour Récit des années de feu (Povestj plamennykh let)
- Prix de la Critique internationale : La Main dans le piège (La Mano en la trampa) de Leopoldo Torre Nilsson
- Prix d'interprétation féminine : Sophia Loren pour La ciociara
- Prix d'interprétation masculine : Anthony Perkins pour Aimez-vous Brahms ?

### Autres festivals
- 3 septembre : Alain Resnais Lion d'or à Venise pour L'Année dernière à Marienbad.

## Récompenses

### Oscars
- West Side Story, réalisé par Robert Wise et Jerome Robbins remporte l'Oscar du meilleur film.

### Autres récompenses
- Prix Louis-Delluc : Un cœur gros comme ça de François Reichenbach
- Prix Jean-Vigo : La Peau et les Os, de Jean-Paul Sassy et Jacques Panijel
- Golden Globes : Les Canons de Navarone (The Guns Of Navarone) de Jack Lee Thompson (Meilleur film dramatique) ; West Side Story de Robert Wise (Meilleur film musical ou comédie) ; La ciociara de Vittorio De Sica (Meilleur film en langue étrangère)

## Box-office
- France[1] :

1. Les 101 dalmatiens de Clyde Geronimi, Wolfgang Reitherman et Hamilton Luske
2. Les Canons de Navarone de J. Lee Thompson
3. Les Sept Mercenaires de John Sturges
4. Un taxi pour Tobrouk de Denys de La Patellière
5. Spartacus de Stanley Kubrick

- États-Unis :

1. Les 101 dalmatiens de Clyde Geronimi, Wolfgang Reitherman et Hamilton Luske
2. West Side Story de Jerome Robbins et Robert Wise
3. Les Canons de Navarone (The Guns of Navarone) de J. Lee Thompson
4. Le Cid d'Anthony Mann
5. Mont'là-d'ssus (The AbsentMinded Professor) de Robert Stevenson

## Principales naissances
- 18 janvier : Bob Peterson
- 24 février : Éric Rochant
- 28 février : Rae Dawn Chong
- 1er mars : Michael Capellupo
- 3 avril : Eddie Murphy
- 11 avril : Vincent Gallo
- 6 mai : George Clooney
- 14 mai : Tim Roth
- 31 mai : Lea Thompson
- 2 juin : Alejandro Agresti
- 4 juin : Dani Kouyaté
- 9 juin : Michael J. Fox
- 17 juin : Denis Lavant
- 2 juillet : Samy Naceri
- 8 juillet : 
  - Valérie Benguigui († 2 septembre 2013)
  - Jay Christianson
- 14 juillet : Jackie Earle Haley
- 15 juillet : Forest Whitaker
- 18 juillet : Elizabeth McGovern
- 19 juillet : 
  - Hideo Nakata
  - Campbell Scott
- 23 juillet : Woody Harrelson
- 30 juillet : Laurence Fishburne
- 5 août : Janet McTeer
- 1er septembre : Tonino Benacquista
- 4 septembre : Cédric Klapisch
- 11 septembre : Virginia Madsen
- 22 septembre : Bonnie Hunt
- 27 septembre : Andy Lau
- 29 septembre : Tom Sizemore († 3 mars 2023)
- 27 octobre : John C. McDonnell
- 31 octobre : Peter Jackson
- 6 novembre : Florent Pagny
- 14 novembre : Lucas Belvaux
- 19 novembre : Meg Ryan
- 28 novembre : Alfonso Cuarón
- 9 décembre : Fethi Haddaoui († 12 décembre 2024).

## Principaux décès
- 14 mars : Lies Noor, actrice indonésienne.
- 4 mai : Anita Stewart, actrice et productrice américaine
- 13 mai : Gary Cooper, acteur américain
- 24 juin : Lanier Bartlett, scénariste américain
- 4 août : Maurice Tourneur, réalisateur français
- 11 octobre : Chico Marx (Marx Brothers), acteur américain
- 27 décembre : Bernard McConville, scénariste américain (° 1887)